# Mindaugas Kuzminskas
Mindaugas Kuzminskas (Vilna, 19 de octubre de 1989) es un jugador profesional de baloncesto lituano que pertenece a la plantilla del AEK B.C. de la A1 Ethniki griega. Con 2,06 metros de altura, juega en la posición de alero.

## Trayectoria

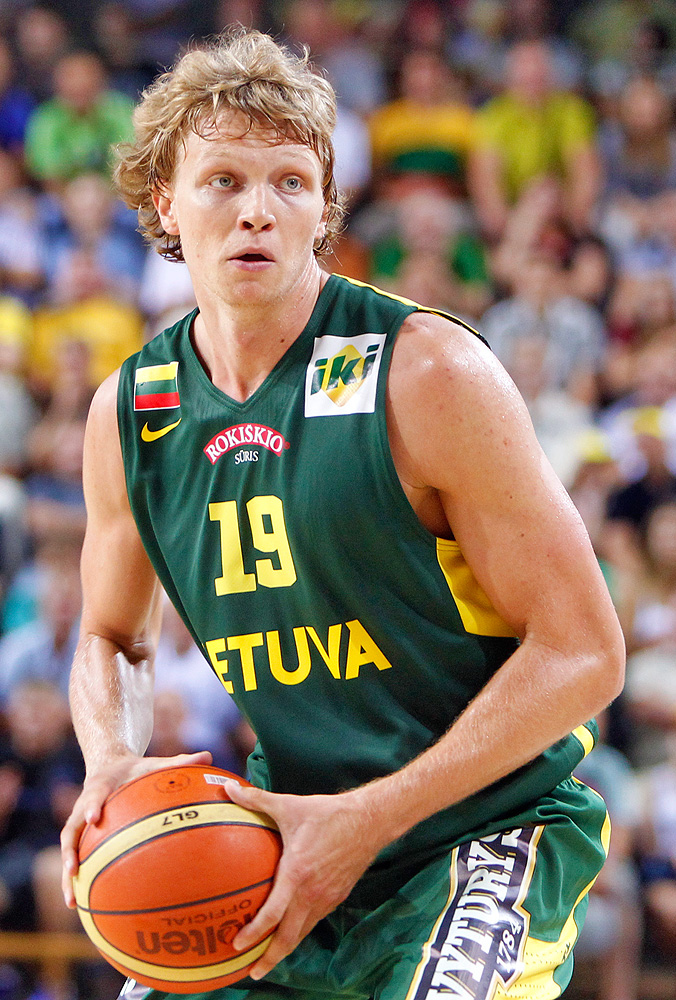
Kuzminskas con su selección en 2013.

En verano de 2013 firma un contrato con el Unicaja Málaga tras desvincularse del Žalgiris Kaunas. El 6 de junio de 2016 firma un contrato con los New York Knicks de 2 años, y 6 Millones de $ uniéndose a la NBA.
En junio de 2021, firma por el BC Zenit San Petersburgo de la VTB United League.
En la temporada 2022-23, firma por el Pınar Karşıyaka de la Basketbol Süper Ligi.
En la temporada 2023-24, firma por el AEK B.C. de la A1 Ethniki griega.

### Selección nacional
Disputó con su selección el Eurobasket 2013 en el que fue plata, la Copa Mundial de Baloncesto de 2014, el Eurobasket 2015 (plata de nuevo), los Juegos Olímpicos de Río de Janeiro 2016, el Eurobasket 2017 y la Copa Mundial de Baloncesto de 2019.
En septiembre de 2022 disputó con el combinado absoluto lituano el EuroBasket 2022, finalizando en decimoquinta posición.
Durante agosto y septiembre de 2023 fue integrante de la selección de Lituania que participó en el Mundial de 2023 celebrado en Asia, y que finalizó en sexto lugar.

## Estadísticas de su carrera en la NBA

### Temporada regular
| Año     | Equipo | PJ | PT | MPP  | %TC  | %3P  | %TL  | RPP | APP | ROB | TPP | PPP |
| ------- | ------ | -- | -- | ---- | ---- | ---- | ---- | --- | --- | --- | --- | --- |
| 2016-17 | Knicks | 68 | 5  | 14.9 | .430 | .320 | .810 | 1.9 | 1   | .4  | .2  | 6.3 |
| Total   | Total  | 68 | 5  | 14.9 | .430 | .320 | .810 | 1.9 | 1   | .4  | .2  | 6.3 |

## Vida personal
Kuzminskas tiene un hermano mayor, Saulius, que también es un jugador de baloncesto profesional. Juega en el BC Šiauliai.

## Logros y reconocimientos
- LKL All-Star Game - 2010, 2011
- LKL All-Star Game Most Valuable Player Award - 2010